# Ardeola

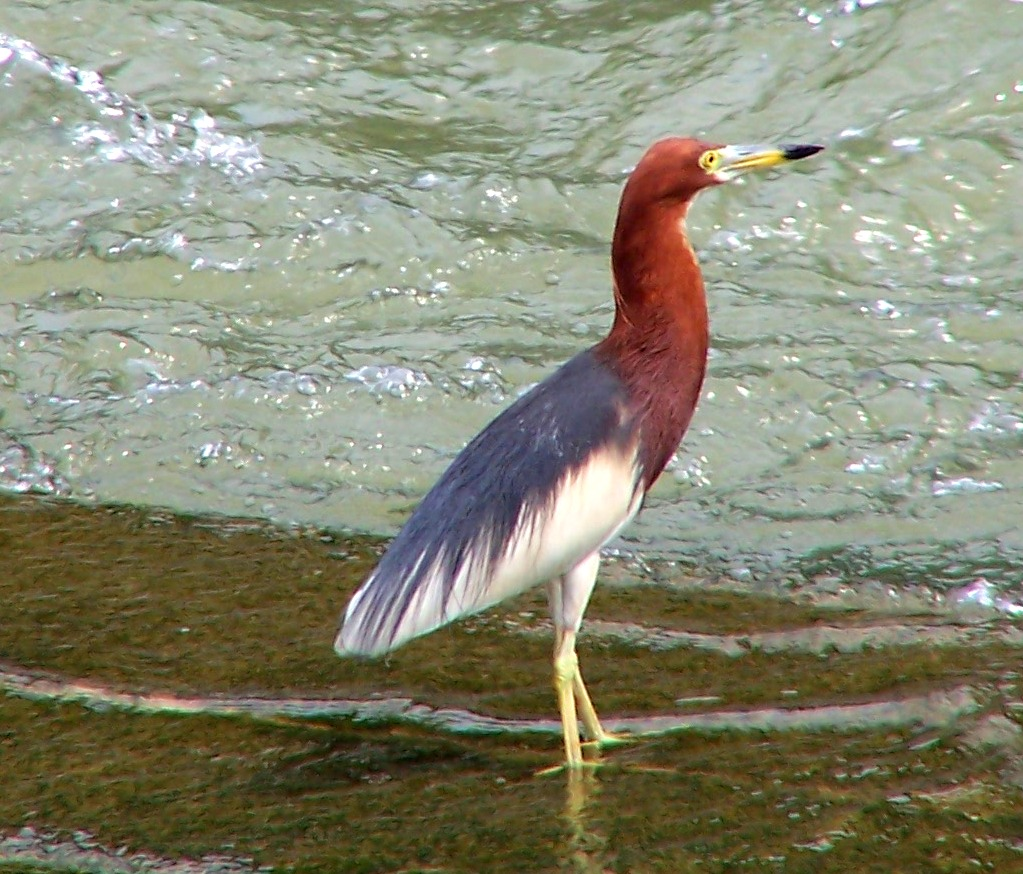
Sgarza della Cina in abito riproduttivo.

Ardeola F. Boie, 1822 è un genere di uccelli della famiglia degli Ardeidi. Le sei specie che comprende, chiamate comunemente sgarze, sono aironi di medie dimensioni con un'altezza di 40–50 cm e un'apertura alare di 80–100 cm. La maggior parte di esse nidifica nelle zone tropicali del Vecchio Mondo, ma la sgarza ciuffetto, dalle abitudini migratorie, nidifica nell'Europa meridionale e nel Medio Oriente e sverna in Africa.

## Tassonomia
Il genere Ardeola comprende sei specie:
- Ardeola ralloides (Scopoli, 1769) - sgarza ciuffetto;
- Ardeola grayii (Sykes, 1832) - sgarza indiana;
- Ardeola bacchus (Bonaparte, 1855) - sgarza della Cina;
- Ardeola speciosa (Horsfield, 1821) - sgarza di Giava;
- Ardeola idae (Hartlaub, 1860) - sgarza del Madagascar;
- Ardeola rufiventris (Sundevall, 1850) - sgarza panciarossiccia.

La sgarza ciuffetto è presente in gran numero nelle vaste colonie di Ardeidi che popolano il delta del Danubio, e si muove con estrema agilità tra la vegetazione di canne; la sua alimentazione è costituita soprattutto da insetti. Durante il periodo degli accoppiamenti il becco di questo uccello si colora violentemente di blu, mentre le zampe, che in condizioni normali sono giallo-verdi, assumono una tinta rossa. La sgarza del Madagascar nidifica tra ottobre e dicembre, presentando una livrea nuziale di colore bianco; terminato il periodo dell'incubazione abbandona il Madagascar spostandosi verso le regioni africane. L'habitat della sgarza indiana si estende dal Golfo Persico alla Malaysia; la sgarza della Cina nidifica nell'Asia sud-orientale, mentre la sgarza di Giava è diffusa soltanto nell'arcipelago indonesiano.

## Descrizione
Le sgarze sono uccelli dalla costituzione piuttosto robusta, con collo corto, becco corto e robusto, dorso generalmente di colore fulvo o marroncino, e parte posteriore del collo e petto ricoperta da un piumaggio variopinto o striato. In estate gli adulti possono presentare lunghe piume sul collo. Una volta in volo, le sgarze appaiono bianche, a causa del colore bianco brillante del sottoala.

## Biologia
Durante la stagione riproduttiva le sgarze vivono nelle paludi. Nidificano in piccole colonie, spesso in compagnia di altri uccelli limicoli, generalmente su piattaforme di ramoscelli erette su alberi o arbusti. Vengono deposte da due a cinque uova. Si nutrono di insetti, pesci e anfibi. Dal momento che spesso si possono incontrare negli stagni o nelle loro vicinanze, in inglese le sgarze sono note come pond herons, «aironi degli stagni». Alcune specie, come la sgarza panciarossiccia, hanno tratto beneficio dalla coltivazione del riso, mentre per la sgarza del Madagascar l'aumento della produzione di riso è considerata una delle cause della forte diminuzione della popolazione.